# Marek Kanievska
Marek Kanievska (nascut el 9 de març de 1948) és un director de cinema britànic. Les seves pel·lícules han guanyat premis al Festival Internacional de Cinema de Canes i al Festival de Cinema de Florència.
La seva pel·lícula de 2004 Tercera identitat es va presentar al 26è Festival Internacional de Cinema de Moscou.

## Carrera
Kanievska va començar la seva carrera de director de televisió a Austràlia a principis dels anys setanta amb Crawford Productions, produint episodis de la sèrie dramàtica Matlock Police (1971–1976), que detalla la vida dels policies que treballaven a una ciutat rural fictícia a Victoria.
Tornant a Londres, Kanievska va passar la segona meitat de la dècada de 1970 acumulant una sèrie de crèdits que inclouen programes de televisió en directe i d'entreteniment com Our Show (1977–1978) i la sèrie dramàtica Rooms (1974).
Durant aquest període també va dirigir episodis del drama detectiu de la ITV Hazell (1978–1979); una paròdia del primer film-noir, Shoestring (1979–1980); un altre drama detectiu per a la BBC, Thomas & Sarah (1979), un spin-off de la sèrie guanyadora del premi BAFTA A dalt i a baix; A Light that Shines (1979) per a BBC 2 Play of the Week; i diverses instal·lacions d'ITV Playhouse (1967–1983), una sèrie de comèdia dramàtica amb contribucions de dramaturgs com Dennis Potter, Rhys Adrian i Alan Sharp.
A principis dels anys 80, Kanievska va dirigir diversos episodis de Muck and Brass (1982) protagonitzat per Mel Smith com a promotor immobiliari oportunista a Midlands. Tractant temes de cobdícia, corrupció i política de poder a les sales del consell, la sèrie tenia un realisme dur i un humor dur que va ser rebut amb elogis en la seva transmissió original.

## Primers anys
Després d'un curtmetratge anomenat The First Day (1980), un docu-drama protagonitzat per Miranda Richardson, la carrera de Kanievska com a director de llargmetratges va començar de debò amb Another Country (1984), un drama històric romàntic britànic escrit de Julian Mitchell i adaptat de la seva obra del mateix títol.
La pel·lícula està basada en la vida de l'espia i agent doble Guy Burgess i explora la seva homosexualitat i exposició al marxisme mentre examina la hipocresia i l'esnobisme del sistema escolar públic anglès. Protagonitzada per Rupert Everett i Colin Firth, la pel·lícula va ser presentada al 37è Festival Internacional de Cinema de Canes on va guanyar el premi a la millor contribució artística.
També va ser nominat a tres premis BAFTA en pel·lícules: Muntatge (1984) Gerry Hambling, Millor nouvingut al cinema (1984) Rupert Everett i Guió adaptat (1984) Julian Mitchell.
En trobar-se amb Kanievska per primera vegada al plató, Everett recorda: "Marek era un polonès excèntric, només deu anys més gran que la majoria dels actors i bastant diferent al director britànic normal d'aquella època. No estava obsessionat amb la classe i no es posava a si mateix en un pedestal."
De la seva estètica visual, Everett recorda: "Era addicte a les preses complicades on la càmera es posava en una mena de ferrocarril i es mou durant l'acció, com un voyeur silenciós... Marek ho va dirigir molt bé. Another Country era el pel·lícula millor feta de la meva carrera."
Kanievska va seguir amb Less than Zero (1987), un drama estatunidenc llunyanament basat en la novel·la del mateix nom de Bret Easton Ellis. La pel·lícula és protagonitzada per Andrew McCarthy com a Clay, un estudiant de primer any que torna a casa per Nadal per passar temps amb la seva exnòvia Blair (Jami Gertz) i el seu amic Julian (Robert Downey, Jr.), que lluita amb l'addicció a les drogues. La pel·lícula presenta una mirada a la cultura dels joves rics i decadents dels anys 80 a Los Angeles.
Ellis, inicialment hostil a la pel·lícula per les llibertats preses amb el material d'origen, va ser entrevistat el 2006 dient que "la he trobat millor ara". Encara mantenint que la pel·lícula s'assembla poc a la seva novel·la, continua dient: "... és una pel·lícula d'aspecte bonic... No conec cap altra pel·lícula que hagi captat tan bé aquella època a LA."
Less than Zero va ser votada com la 22a millor pel·lícula ambientada a Los Angeles en els últims 25 anys per un grup d'escriptors i editors de Los Angeles Times.

## Comercials
Durant les dècades de 1980 i 1990, Kanievska també va dirigir una varietat d'anuncis de televisió i cinema d'alt perfil com a director amb Ridley Scott Associates (RSA), una companyia de producció cinematogràfica i comercial fundada per Ridley Scott i Tony Scott. El treball durant aquest període va incloure campanyes per a una àmplia llista de clients com Shell, Mercedes, Chrysler, Renault, Deutsche Bank, Kronenbourg 1664, Pernod, Miller i Guinness.
El seu treball amb RSA li va valer diversos Lleons d'Or dels British Advertising Awards.

## 2000 - present
Un retorn a les característiques l'any 2000 va veure Kanievska dirigir Paul Newman i Linda Fiorentino a On hi hagi els diners, a partir d'un guió escrit per E. Max Frye. Newman interpreta el llegendari lladre de bancs Henry Manning que acaba a la presó on pateix un ictus. Traslladat a una residència d'avis, Henry coneix a Carol Ann McKay (la seva cuidadora, interpretada per Fiorentino), una reina del ball de secundària els dies glamurosos de la qual han quedat molt enrere.
A poc a poc, Carol Ann comença a sospitar que Henry no està tan malalt com sembla i aviat treballaran junts per planificar el seu cop final i màxim.
Kanievska va seguir amb Tercera identitat (2004), un drama inspirat en la història de l'amor i el matrimoni del traïdor britànic Kim Philby amb Eleanor Brewer a Beirut i la seva eventual deserció a la Unió Soviètica. La història té lloc a la dècada de 1960 i és protagonitzada per Sharon Stone i Rupert Everett. Tercera identitat es va presentar al 26è Festival Internacional de Cinema de Moscou.
Sobre l'experiència de retrobar-se amb Kanievska i els problemes logístics del tiroteig a Rússia, Everett recorda: "No teníem permís per disparar a la Plaça Roja, i Marek volia especialment una foto de mi passant per davant de la tomba de Lenin, així que un matí d'hora ens vam colar cinc. Vam sortir i ens vam amagar darrere d'un arc fins que no hi havia ningú. Quan la plaça va quedar buida, vam saltar tots i vam filmar durant un parell de minuts mentre els soldats es giraven enrere. Va ser molt divertit treballar d'aquesta manera i ens vam animar a tots."
Actualment retirat de la realització de pel·lícules, Kanievska és ara un viatger i fotògraf a temps complet, satisfent el seu amor pel Kite surf, Parapent, Paramotoring i altres activitats extremes a l'aire lliure en diversos llocs d'arreu del món.

## Filmografia

### Cinema
- The First Day (1980) – curtmetratge
- Another Country (1984)
- Less than Zero (1987)
- On hi hagi els diners (2000)
- Tercera identitat (2004)

### Televisió
- Matlock Police (1971–1976)
- Within These Walls (1976–1978)
- Hazell (1979)
- ITV Playhouse (1979)
- Thomas & Sarah (1979)
- Shoestring (1979–1980)
- Muck and Brass (1982)